# Боровиково (Калининградская область)
Боровиково (до 1938 — Шинкунен (нем. Szinkuhnen), до 1947 — Шенкенхаген (нем. Schenkenhagen)) — посёлок в Нестеровском муниципальном округе Калининградской области.

## География
Находится в юго-восточной части Калининградской области, в зоне хвойно-широколиственных лесов, в пределах Виштынецкой возвышенности, посреди лесного массива Роминтенская пуща, на северном берегу озера Проточное, на расстоянии примерно 23 километров (по прямой) к югу от города Нестерова, административного центра района. Абсолютная высота — 160 метров над уровнем моря.

### Часовой пояс
Посёлок Боровиково как и вся Калининградская область, находится в часовой зоне МСК−1. Смещение применяемого времени относительно UTC составляет +2:00.

## История
До 1936 года носил название Сцинкунен (нем. Szinkuhnen). В период с 1936 по 1938 годы назывался Шинкунен (нем. Schinkuhnen), с 1938 по 1947 годы — Шенкенхаген (нем. Schenkenhagen). В период с 2008 по 2018 годы Боровиково входило в состав Чистопрудненского сельского поселения Нестеровского района, с 2018 по 2022 годы — в состав Нестеровского городского округа.

## Население
| 1910 | 1933 | 1939 | 2002 | 2010 |
| ---- | ---- | ---- | ---- | ---- |
| 222  | ↘208 | ↘196 | ↘24  | ↘15  |

### Национальный состав
Согласно результатам переписи 2002 года, в национальной структуре населения русские составляли 58 %.